# زانکت پولتن
شهر زانکت پولتن (به آلمانی: Sankt Pölten) در استان نیدراسترایش با جمعیت ۵۱٬۳۶۰ نفر در کشور اتریش واقع شده‌است.